# Корженёвский, Ипполит Осипович
Ипполит Осипович Корженевский (пол. Hipolit Korzeniowski; 12 (24) августа 1827 — 9 (21) января 1879) — хирург, доктор медицины. Происходил из дворянского рода Корженёвских.

## Биография
Сын известного польского писателя Юзефа Коженёвского. Родился в Кременце. Образование получил в Харьковском университете и Санкт-Петербургской медико-хирургической академии, в которой окончил курс в 1850 году. В 1851 году переехал в Варшаву, где был назначен ординатором в больницу Младенца Иисуса. В 1853 году, получив степень доктора медицины и хирургии, был отправлен за границу, где работал в разных университетах и, по возвращении в Россию, издал своё сочинение «Анатомия человеческого тела», которое принесло ему известность. С 1858 года доцент в Варшавской главной медицинской школе, с 1859 года — адъюнкт, а с 1868 года — ординарный профессор и директор хирургической клиники; преподавал в Варшавской Главной школе. В 1871 году занял кафедру в Санкт-Петербургской медико-хирургической академии. Принял участие в Русско-турецкой войне 1877—1878 годов, как помощник Пирогова. Был начальником медицинской части в Рущукском отряде. По окончании войны был назначен консультантом по хирургии во всех военных госпиталях Варшавского округа.
Свои сочинения он печатал в польских журналах.